# Lovinac vára
Lovinac vára egy középkori vár volt Horvátországban, a Lika-Zengg megyei Lovinac határában.

## Fekvése
A vár romjai a Lovinachoz tartozó Sveti Rok határában, a sveti roki plébániatemplomtól 1 km-re délkeletre emelkedő Gradina nevű hegyen találhatók.

## Története
A vár építtetője és építési ideje is ismeretlen. Úgy tartják, hogy Lovinac a középkorban a Lovinčić nemesi család tulajdonában volt, akik később a törököktől való félelem miatt Bosiljevo környékére költöztek. Martin Lovinčić 1531-ben ott kapott birtokot Frangepán Vuk Frankopan gróftól Radovacban, a Kulpa folyó mentén. A 16. század elején Lovinac Ivan Karlović korbáviai grófhoz tartozott. Ez derül ki abból a szerződésből, amelyet Zrínyi Miklós gróf Ivan Karlović-tyal kötött 1509. augusztus 10-én szülővárosában, Zrinben. Zrínyi ugyanis feleségül vette Karlović nővérét, Jelenát. Mivel ekkor mindkét gróf (Karlović és Zrínyi is) nemzetségének egyetlen férfitagja volt, szerződéssel vállalták, hogy aki közülük gyermek nélkül hal meg, minden vagyonát a megmaradt másik félre hagyja. Ekkor Zrínyinek 9 vára (illetve erődített kastélya) volt a hozzá tartozó birtokokkal, Karlovićnak pedig 22 vára volt, ebből 3 Korbava, 7 pedig Lika területén. Ez utóbbiak között az említik az 1509-ből származó szerződésben Lovinac várát is. Lovinac vára valószínűleg a 16. század folyamán vált rommá. Később a törökök újjáépítették, és feltehetően volt benne török legénység is néhány aga parancsnoksága alatt. Amikor a törököket 1689-ben kiűzték Likából, Lovinac is a bécsi udvari kamarához került. A kamara 1692. február 10-én Likát eladta Zinzendorf grófnak. Ebben az adásvételi szerződésben Lovinac vára is szerepel. Glavinić zenggi püspök is arról tanúskodik, hogy abban az időben a várat is megerősítették Lovinacban. Glavinić a várat „castellum Lovinac”ként említi az 1696-os feljegyzésben. A török veszély elmúltával jelentősége megszűnt, ezért feltehetően még a 18. században elhagyták.

## A vár mai állapota
Lovinac várának romjai még ma is láthatók a Sveti Roktól délkeletre fekvő Gradina-hegyen. A vár négyszögletes (33 méter hosszú és 19 méter széles) volt és 1 méter vastag fal vette körül. A falon belül két torony maradványai láthatók. Ezektől a romoktól nem messze két szurdok található, a Vrkljanski és a Pećina. Az elsőben az Opsenica, a másikban a Holjevac-patak folyik.